# Sant Salvador d'Estorm

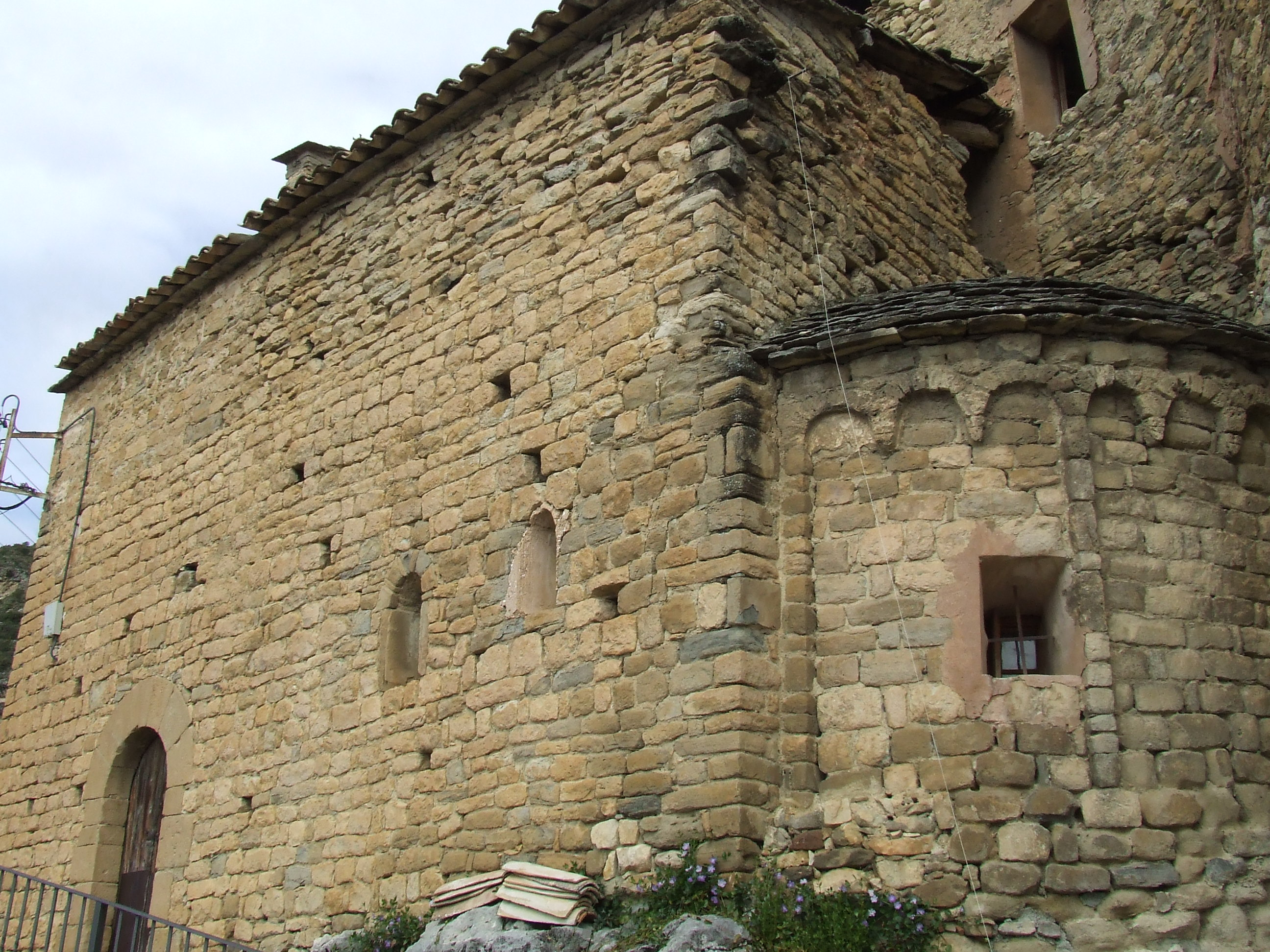
Façana de migdia i absis de l'església

Sant Salvador d'Estorm és una església romànica del poble d'Estorm, en el terme municipal de Sant Esteve de la Sarga.
És un temple de la segona meitat del segle xi, amb arcuacions llombardes i lesenes a l'absis.
Se'n té constància ja el 1099, quan el comte de Pallars, Pere Ramon I, va donar en dot el terme d'Estorm a Santa Maria de Mur, però no existeix cap mena de documentació directament relacionada amb l'església.
És d'una sola nau, curta (de dos trams), coberta amb volta de canó semicircular, i un sol arc toral damunt de pilastres al mig de la nau. La planta és lleugerament irregular. Té l'absis a orient, com és habitual si no preceptiu en el romànic, comunicat amb la nau a través d'un arc presbiteral en degradació. La porta, com també és habitual, s'obre a migdia, a prop de l'angle sud-oest del temple.
Les reformes fetes al llarg dels anys convertiren l'absis en sagristia, per la qual cosa un envà el separa de la nau, actualment. L'absis té també una finestra de dobles esqueixada, paredada.
La porta, a migdia, també fou reformada, tot i trobar-se en el seu emplaçament original, a més d'obrir-se una finestra en el mateix mur. A la façana occidental hi ha un campanar d'espadanya d'un sol ull.
No hi ha ornamentació als murs exteriors, llevat de l'absis, que presenta arcuacions llombardes i lesenes. L'aparell és del segle xi, format per carreus escairats sense polir, disposats acuradament en filades regulars, però tot fet amb una gran senzillesa.